# Babylon A.D.
Babylon A.D. er en fransk science fictionfilm fra 2008 instrueret og skrevet af Mathieu Kassovitz og baseret på Maurice Georges Dantecs roman Babylon Babies. Filmen har Vin Diesel i hovedrollen.

## Medvirkende
- Vin Diesel
- Michelle Yeoh
- Mélanie Thierry
- Lambert Wilson
- Mark Strong
- Charlotte Rampling
- Gerard Depardieu
- David Gasman